# بلگرن-شیلداو
بلگرن-شیلداو (به آلمانی: Belgern-Schildau) یک شهر در آلمان است که در نوردزاکسن واقع شده‌است. بلگرن-شیلداو ۸٬۲۵۷ نفر جمعیت دارد.